# Helius communis
Helius communis là một loài ruồi trong họ Limoniidae. Chúng phân bố ở miền Australasia.